# Numero di Boussinesq
Il numero di Boussinesq è un gruppo adimensionale usato nell'ambito della fluidodinamica per studiare il flusso in corrispondenza dell'interfaccia tra una fase liquida e una fase gassosa.
Prende il nome dal matematico francese Joseph Boussinesq (1842 – 1929).

## Definizione matematica
Viene definito come:
{\displaystyle Bo={\frac {u}{{\sqrt {(}}2gL)}}}
dove:
- u è la velocità del flusso;
- g è l'accelerazione gravitazionale;
- L è una lunghezza caratteristica del fenomeno osservato.

## Interpretazione fisica
Rappresenta la radice quadrata del rapporto delle forze inerziali rispetto alle forze gravitazionali.